# Тиоцианат ртути(I)
Тиоцианат ртути(I) — неорганическое соединение,
соль ртути и тиоциановой кислоты
с формулой Hg2(SCN)2,
бесцветные кристаллы,
не растворяется в воде.

## Получение
- Смешивание подкисленного раствора нитрата ртути(II), тиоцианата калия и металлической ртути:

{\displaystyle {\mathsf {Hg(NO_{3})_{2}+2KSCN+Hg\ {\xrightarrow {}}\ Hg_{2}(SCN)_{2}\downarrow +2KNO_{3}}}}

## Физические свойства
Тиоцианат ртути(I) образует бесцветные кристаллы
ромбической сингонии,

параметры ячейки a = 1,571 нм, b = 0,643 нм, c = 0,638 нм, Z = 4
.
Не растворяется в воде, р ПР = 19,5.
Растворяется в растворах тиоцианатов щелочных металлов.

## Химические свойства
- Растворы в тиоцианатах подвержены диспропорционированию:

{\displaystyle {\mathsf {Hg_{2}(SCN)_{2}\ \rightleftarrows Hg+Hg(SCN)_{2}}}}
Из хлороводорода и тиоцианата ртути(I) получено впервые гидрид ксантана (Фридрих Вёлер в 1821 году).